# Kornijska Wikipedia
Kornijska Wikipedia – edycja Wikipedii tworzona w języku kornijskim.
Na dzień 1 kwietnia 2007 roku edycja ta liczyła 1 304 artykułów. W rankingu wszystkich edycji językowych, opublikowanym także 1 kwietnia tegoż roku, zajmowała 123. pozycję.